# 安东尼诺·洛苏尔多
安东尼诺·洛苏尔多（義大利語：Antonino Lo Surdo，1880年2月4日—1949年6月7日），出生于锡拉库扎，意大利物理学家。

## 生平
1919年，他被任命为罗马的物理研究所的物理学教授。
1949年，洛苏尔多逝世于罗马。